# Kelix
O KELIX ("Kit Escola Livre") consiste em uma coletânea de softwares educacionais desenvolvidos sob a licença GPL, com a finalidade de ser utilizado em iniciativas de informática educativa e inclusão digital.
Busca facilitar e disponibilizar o acesso a tecnologias educacionais nas escolas, proporcionando o uso da informática como aliada ao processo educacional, permitindo aos alunos o acesso a instrumentos que podem tornar o aprendizado mais atrativo e produtivo.
O Kelix é o resultado de um projeto do curso de Ciência da Computação da Universidade de Passo Fundo (UPF). Atualmente encontra-se na versão 2.0.